# Insoupçonnable (téléfilm, 2012)
Cet article concerne le téléfilm canadien. Pour le téléfilm français, voir Insoupçonnable (téléfilm, 2011).
Pour les articles homonymes, voir Insoupçonnable.
Insoupçonnable (The Hunt for the I-5 Killer) est un téléfilm canadien réalisé par Allan Kroeker, diffusé le 2 octobre 2011 sur Lifetime et en France le 21 novembre 2012 sur TF1.

## Synopsis
Une chasse à l'homme s'engage pour arrêter un tueur soupçonné du meurtre de quatorze personnes. Il aurait également commis des agressions sexuelles en Californie, à Washington et dans l'Oregon (tiré de faits réels).

## Fiche technique
- Titre original : The Hunt for the I-5 Killer
- Réalisation : Allan Kroeker
- Scénario : Teena Booth
- Pays : Canada
- Durée : 89 minutes

## Distribution
- John Corbett (VF : Jérôme Keen) : Dave Kominek
- Sara Canning (VF : Barbara Beretta) : Beth Williams
- Tygh Runyan (VF : Alexandre Gillet) : Randy Woodfield
- Andrew Wheeler : Mettner
- Matt Bellefleur : Mark
- Garry Chalk : Reynolds
- Bo Derek : Seaver
- Jerry Trimble (en) : Charlie
- Mike Dopud : Clay Mackey
- Julie Johnson : Angie

- Version française
  - Studio de doublage : VSI Paris - Chinkel
  - Direction artistique : Benoît Du Pac et Olivier Cuvellier
  - Adaptation des dialogues : Vanessa Bertran

 Source et légende : version française (VF) sur RS Doublage et selon le carton du doublage français télévisuel.

## Accueil
Le téléfilm a été vu par 2,149 millions de téléspectateurs lors de sa première diffusion.